# Sessant'anni di Resistenza
Sessant'anni di Resistenza è un album del 2004 del gruppo musicale Casa del vento.

## Tracce
1. Bella Ciao – 0:37
2. L'assassinio di Pio Borri – 5:03
3. I partigiani Santi e Salvatore – 3:55
4. Alberi, rami e foglie – 3:31
5. Renzino – 4:01
6. Il comandante Licio – 3:38
7. Il minatore – 4:54
8. Il giorno delle foglie rosse – 3:29
9. I cinque fiori della speranza – 4:12
10. Settanta rose – 3:42
11. Lettera dal campo di concentramento di Renicci – 4:05
12. Notte di S. Severo – 3:49
13. Storia di Modesta Rossi – 4:26
14. Festa d'aprile – 0:29
15. Fuochi sulla montagna – 3:21